# Liu Vang
Liu Vang (hagyományos kínai: 劉旺, egyszerűsített kínai: 刘旺, pinjin: Liu Wang) (Kína, Sanhszi (Shanxi), 1969. március –) kínai vadászpilóta, tajkonauta.

## Életpálya
A Kínai Népi Felszabadító Hadsereg vadászrepülő tisztje. 1998 januárjában választották ki űrhajósjelöltnek. A Sencsou (Shenzhou)-program keretében folyamatos kiképzésben, felkészítésben volt az esedékes feladat végrehajtására.

## Űrrepülések
2012. június 16-án az északnyugat-kínai Csiucsüan (Jiuquan) Űrközpontból a Sencsou (Shenzhou)-program keretében indították a Sencsou (Shenzhou)–9-et, az első háromszemélyes űrhajót, Kína negyedik emberes űrrepülését. Az űrprogram 13 napig tart. Az űrhajósok: Csing Haj-peng (Jing Haipeng) parancsnok, Liu Jang (Liu Yang) űrhajósnő, és Liu Vang (Wang) kutatóűrhajós. Az űrhajó 2012. június 16-án először hajtott végre összekapcsolódást a Tienkung–1 (Tiangong–1) űrállomással.